# Djena Tsimba
Pour les articles homonymes, voir Tsimba.
Djena Tsimba, née le 1er mars 1989 à Saint-Maurice (Val-de-Marne) , est une actrice et journaliste française.

## Biographie

### Jeunesse et éducation
D'un père originaire de la République démocratique du Congo et d'une mère algérienne, Djena étudie à l'École des Enfants du Spectacle (le Collège Rognoni), un établissement sport-études, dans lequel elle pratiquera la danse, la musique et le théâtre. Un parcours finalisé dès l'obtention du baccalauréat littéraire. Elle prend des cours d'art dramatique à l'ECAM au Kremlin Bicêtre avec Mylène Arbib.

### Carrière
En 2002, elle intègre le groupe Team Age qui sort le single Hey Dj distribué par Warner Music Group.
C'est vers l'âge de 14 ans, en intégrant l'agence People International, que Djena est repérée par Jacky Henser, un agent artistique.
Avant d'apparaître au cinéma, Djena est la benjamine de la tribu d'animatrices Kawai, une émission quotidienne sur la chaîne Filles TV pendant quatre années.
En 2005, elle obtient son premier rôle dans le téléfilm Madame la Proviseure auprès d'Eva Darlan.
En 2006, Djena est l'une des actrices principales du film Mes copines de Sylvie Ayme. Une comédie dans laquelle ses talents de danseuse seront mis à contribution. Elle jouera (entre autres) aux côtés de Léa Seydoux, Patrick Braoudé et Rossy de Palma.
En 2008, elle apparaît dans le rôle d'Ima dans le court-métrage Tant que tu respires réalisé par Fara Sene aux côtés de Kevyn Diana.
À partir de 2014, elle abandonne le métier de comédienne pour celui de journaliste : elle est notamment chroniqueuse sur RMC dans Bourdin Direct pour la saison 2018-2019 avant de rejoindre BFM Paris Île-de-France où elle présente le 12/18. Après l'arrêt de la chaîne en mars 2025, elle continue sa carrière sur BFM TV.

## Filmographie

### Cinéma

#### Longs métrages
- 2014 : Être de Fara Sene : Ester
- 2007 : Regarde-moi, film d'Audrey Estrougo : Melissa
- 2006 : Mes copines, film de Sylvie Ayme : Djena

#### Courts métrages
- 2012 : 7 ème Ciel, de Guillaume Foirest : Jule
- 2009 : Tant que tu respires, de Fara Sene : Ima (Prix du Jury au Festival entre 2 marches Cannes 2010 / Prix qualité CNC 2009, prix image de la diversité CNC 2009. 40 sélections à travers le monde)
- 2008 : Hasta la Muerte, de Zaher Rehaz : Sandra

### Télévision
- 2016 : Dead Landes (série télévisée)
- 2015 : Plus belle la vie  (série télévisée) : Vicky
- 2014 : Détectives (série télévisée) : Margaux
- 2013 : Vaugan, film de Charlotte Brandström : Marisol[3]
- 2013 : Fais pas ci, fais pas ça de Jérôme Navarro
- 2011 : Mes amis, mes amours, mes emmerdes..., de Jérôme Navarro : Marianne
- 2010 : Les Beaux Mecs, (série TV de 8 épisodes) de Gilles Bannier : Fatou
- 2008 : Les Fauves, de José Pinheiro : Malina
- 2008 : Adresse inconnue, de Antonio Olivares : Séverine
- 2008 : Femmes de loi, d'Hervé Renoh :  Nayah
- 2007 : Navarro, de Jean Sagols : Mélissa
- 2006 : Madame la Proviseure, de Philippe Berenger : Bernadette

### Clips
- À 20 ans - Fokal
- Hey Dj - Team Age